# Zápas řecko-římský

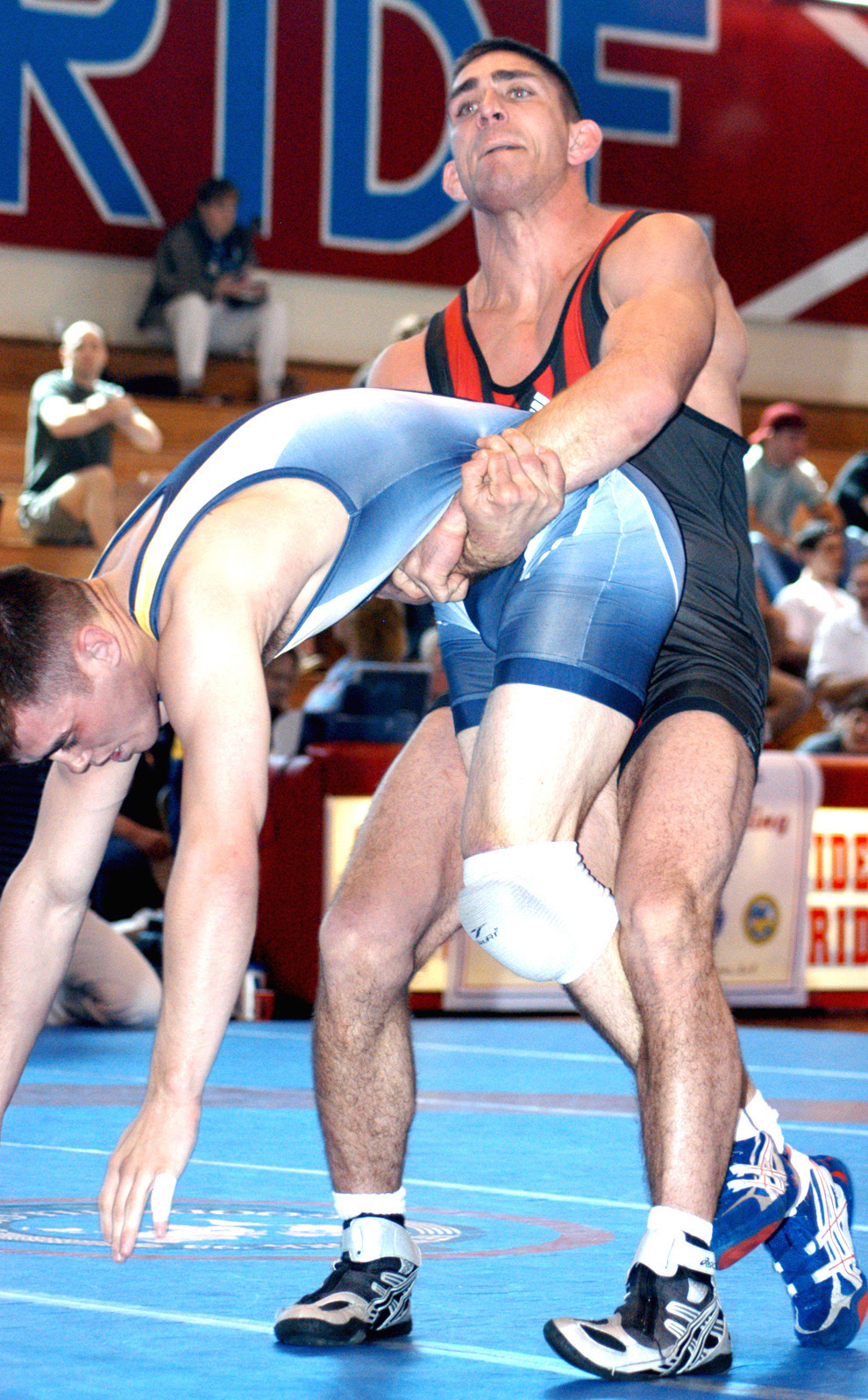

Řecko-římský styl nebo přesněji klasický styl nebo archaicky francouzský styl je sportovní zápasnický styl, ve kterém oba zápasníci využívají svalovou sílu a zápasnické techniky k vítězství nad protivníkem. Oproti volnému stylu se nesmí útočit na spodní část těla soupeře. Jeho amatérská pravidla byla vytvořena ve Francii pro první olympijské hry v roce 1896. V Česku má velmi dlouhou tradici a dá se považovat, po zániku tradičního zápasu, za národní zápasnický styl Čechů. Největšími osobnostmi české řecko-římské školy jsou legendární Gustav Frištenský, olympijský vítěz Vítězslav Mácha a Antonín Petrák, železný muž z Krkonošských hor.

## Historie
Historie řecko-římského stylu se počala ve Francii. Pro potřeby napoleonské armády se vojáci trénovali v oprášených středověkých zápasnických stylech. Ze způsobu boje za pas vznikl v polovině 19. století styl zvaný francouzský. Ten se postupně šířil po Evropě v rámci poutí a karnevalů a salónních slavností. Velkou popularitu získal především v Německu, ale i v Rusku. Názory na to, kdy a především proč se mu začalo říkat řecko-římský styl, se různí. Souvislost to mělo s dobou čtvrtého čtvrtletí 19. století. Tehdy byla velice populární doba antického Řecka a Říma. Popularita například vyústila v obnovu olympijských her. Změna názvu z francouzského na řecko-římský styl tak byla čistě účelová – komerční. Lidé se snáz nalákali do ochozů na zápas ukazující způsob boje v antice než obyčejný moderní styl. Fakta a důkazy o mystifikaci se objevily záhy. Historikové se snažili změnit název na méně zavádějící, ale žádný nový název se neujal. V některých českých publikacích se proto můžeme setkat s označením řecko-římského stylu jako klasický styl.
Popularita řecko-římského stylu byla dána jak názvem tak show, který duel dvou silných mužů poskytoval. Řada duelů byla zinscenovaná pro pobavení publika. Povoleno bylo prakticky cokoliv. Z dnešního pohledu se dá předolympijský řecko-římský zápas přirovnat k profesionálnímu wrestlingu. Se zařazením na olympijské hry v roce 1896 se však začal ubírat sportovním směrem do podoby, jak jej známe dnes.
Konkrétní pravidla získal řecko-římský styl až se vznikem mezinárodní zápasnické federace v roce 1921. Do té doby byla například délka souboje neomezená. Duely v řecko-římském stylu byly vyhlášené svojí délkou (až 10 h). Jsou známé případy z olympijských her, kdy vítěz předchozího duelu nemohl nastoupit k dalšímu kvůli totálnímu vyčerpání.
Počet kategorii, ve kterých se zápasilo, rok od roku stoupal. Maxima dosáhl v 70. letech, kdy se zápasilo v 10 váhových kategoriích. Tento stav trval až do konce 90. let, kdy se o svá zápasnická práva začaly hlásit ženy. V roce 2004 ženy poprvé startovaly na olympijských hrách ve volném stylu za cenu snížení počtu kategorií u mužů.
Kritické období prožíval řecko-římský a volný styl po olympijských hrách v Londýně v roce 2012. V únoru 2013 byl dán návrh MOV na vyřazení zápasu z olympijských her od roku 2020. Ze zápasnických stylů by na olympijských hrách zůstalo pouze judo. Verdikt vyřazení zápasu způsobil šok. Začalo se spekulovat o důvodech vyřazení. Důvodem návrhu na vyřazení nebyl sport jako takový, ale laxní přístup vedení mezinárodního zápasnického svazu FILA (dnes UWW). FILA problém vyřazení nepředpokládala a nepodnikla preventivní kroky, na rozdíl od sportů, které každé čtyři roky bojují o setrvání v olympijském programu – moderní pětiboj, taekwondo, šerm, badminton apod. Teorií bylo více – jedna se zaobírala příliš častými změnami pravidel (tahání koulí), druhá spontánní reakcí švédského zápasníka Abra'amjana, který odmítl bronzovou olympijskou medaili. President FILA Raphaël Martinetti rezignoval záhy po verdiktu MOV. Začátkem září 2013 se na zasedání MOV rozhodovalo o novém olympijském sportu. Zápas (řecko-římský styl) s přehledem uhájil statut olympijského sportu v konkurenci baseballu/softballu a squashe.

## Popularita
Popularita řecko-římského stylu je diskutabilní. Ženy o tento styl zájem nejeví a jeho popularita v Evropě stále upadá. Za hlavní centrum řecko-římského zápasu se tak dá považovat Rusko a postsovětské země. Ve Spojených státech řecko-římský styl nikdy nenabyl popularity stylu volného a Američané se mu věnují v omezené míře jen z důvodu olympijských her.
Centrem řecko-římského zápasu byla vždy Evropa a evropská část Ruska. Ve Francii a Německu je však vytlačován stále populárnějším judem. V budoucnu hrozí, že pokud by se měla opakovat situace vyřazení zápasu z olympijských her, kvůli snížení počtu sportovců, tak by UWW obětovala právě řecko-římský styl pro zachování alespoň volného stylu.

### Česko
V Česku existuje dlouhá tradice řecko-římského stylu. Trenéři jsou dostatečně erudovaní a schopní vychovat zápasníka konkurenceschopného se světovou špičkou. Volný styl byl oficiálně přijat do tehdejšího Československého svazu těžké atletiky v roce 1929. Volný styl se uchytil zejména na Slovensku.

## Způsob boje
Hlavním cílem zápasníka v řecko-římském stylu je poslat soupeře na lopatky (touch), tak aby se dotkl oběma lopatkami současně žíněnky, kde soupeře musí udržet po dobu několika vteřin (dokud žíněnkový rozhodčí neuzná lopatky). V řecko-římském stylu se nesmí útočit na nohy soupeře. Soupeř se tak nejčastěji posílá na zem přes bok nebo zvedá za pas a hází na zem. Zápas řídí jeden rozhodčí na žíněnce píšťalkou a na prstech ruky ukazuje počet bodů za provedení techniky bodovému rozhodčímu. Třetí rozhodčí potvrzuje rozhodnutí o bodování.
Na internetu je k dispozici množství publikací, které zápasnické techniky popisují dopodrobna. Na stránkách mezinárodní federace UWW je k dispozici celá škála učebnic ve formátu pdf. Problémem publikací a učebnic je však jejich rychlé stárnutí.
S rozvojem internetu je dobrým zdrojem YouTube a podobné servery. V televizi se se zápasem již prakticky nesetkáme. Na internetu se dají dohledat videa, kde úspěšní zápasníci dopodrobna popisují své oblíbené techniky. Nejdůležitějším zdrojem jsou však jednotlivé zápasy z turnajů, které jsou volně k dispozici na stránkách mezinárodní federace. Z videí se dají odkoukat moderní trendy ř.-ř. stylu.

### Pravidla UWW
- Zápasí se na žíněnce o rozměrech 12 × 12 m, na níž je vyznačen kruh o průměru 9 m. Vnitřní část žíněnky se nazývá pásmo aktivity a má průměr 7 m. Zbylá část o šířce 1 m se nazývá pásmo pasivity.
- Dres musí být přiléhavý a mít v oblasti nohaviček a zad pruhy barvy modré nebo červené o předepsané šířce. Je povoleno nosit lehké nákolenky. Obuv zápasníka nesmí mít podpatek ani kovové hřebíky v podrážce. Obuv s tkaničkami není povolena. Pokud má obuv tkaničky, musí být přelepeny lepicí páskou, aby se nemohly během duelu rozvázat.
- Zápasník se musí před zápasem utřít od potu a nesmí mít tělo natřené mastnými nebo pronikavými emulzemi. Dále musí mít ostříhané nehty a nemít příliš dlouhé vlasy ani vousy
- UWW rozlišuje 4 věkové kategorie, pro něž pořádá kontinentální a světová mistrovství – žáky (U15), kadety (U17), juniory (U21) a dospělé. Speciální kategorií jsou zápasníci do 23 let a veteráni (zápasí v několika divizích od 35 do 60 let věku)
- Váhové kategorie se liší nejen v rámci věkových kategorií, ale jsou jiné u volného a jiné u řecko-římského stylu.
- Zápasník nesmí použít během duelu zakázané útočné techniky, v opačném případě může býti vyloučen z celého turnaje
- Soubor pravidel

- Průběh turnaje:
  - 1. vážení – probíhá den turnaje
  - 2. losování-probíhá den před turnajem
  - 3. průběh turnaje a zápasu – rok od roku se mění, je potřeba sledovat aktuální pravidla světové federace FILA. Dříve poražení semifinalisté bojovali o bronzovou medaili mezi sebou. Dnes poražení semifinalisté bojují s vítězi oprav o dvě bronzové medaile.

- Druhy vítězství:
  - lopatkové vítězství
  - vítězství technickou převahou (body)
    - u řecko-římského stylu je to 8 bodů převaha
    - u volného stylu převahou 10 bodů

  - diskvalifikace
    - tři napomenutí
    - hrubé chování

  - pro zranění
  - vzdáním nebo nenastoupením
  - v případě rovností bodů je vítěz určen:
    - vyšší hodnota bodu za provedenou akci
    - menší počet napomenutí
    - ten kdo získal poslední bod
    - prodloužení utkání

## Řecko-římský styl vs. volný styl
Na první pohled oba styly působí stejně. Zápasník v řecko-římském stylu má proti volnostylaři omezenější zásobu technik – nemůže útočit na soupeřovy nohy. Obecně je bráno, že řecko-římskému stylu se věnují silovější typy. Volnému stylu naopak pohyblivější, podsaditější. Nemusí to být však pravidlem.

## Řecko-římský styl vs. judo
V řecko-římském stylu lze nalézt několik společných prvků s judem. Jde především o techniky boků. Technika v judu známá jako o-goshi se v řecko-římském stylu objevuje poměrně často. Jde o silovou techniku, při které se zapojují především břišní svaly.

## Československá a česká stopa v zápasu na LOH (řecko-římský styl)
| Pořadí | Olympionik        | Zlato    | Stříbro  | Bronz    | Celkem |
| ------ | ----------------- | -------- | -------- | -------- | ------ |
| 1.     | Vítězslav Mácha   | LOH 1972 | LOH 1976 | 0        | 2      |
| 2.     | Jindřich Maudr    | 0        | LOH 1928 | 0        | 1      |
| 3.     | Josef Urban       | 0        | LOH 1932 | 0        | 1      |
| 4.     | Jozef Herda       | 0        | LOH 1936 | 0        | 1      |
| 5.     | Josef Růžička     | 0        | LOH 1952 | 0        | 1      |
| 6.     | Jiří Kormaník     | 0        | LOH 1964 | 0        | 1      |
| 7.     | Mikuláš Athanasov | 0        | 0        | LOH 1952 | 1      |
| 8.     | Bohumil Kubát     | 0        | 0        | LOH 1960 | 1      |
| 9.     | Miroslav Zeman    | 0        | 0        | LOH 1968 | 1      |
| 10.    | Petr Kment        | 0        | 0        | LOH 1968 | 1      |
| 11.    | Marek Švec        | 0        | 0        | LOH 2008 | 1      |
| Celkem | Celkem            | 1        | 6        | 5        | 12     |

## Československá a česká stopa v zápasu na MS (řecko-římský styl)
| Pořadí | Olympionik      | Zlato            | Stříbro          | Bronz                             | Celkem |
| ------ | --------------- | ---------------- | ---------------- | --------------------------------- | ------ |
| 1.     | Vítězslav Mácha | MS 1974, MS 1977 |                  | 0                                 | 2      |
| 2.     | Jiří Švec       | 0                | MS 1963          | MS 1961                           | 2      |
| 3.     | Petr Kment      | 0                | MS 1973          | MS 1965, MS 1966 MS 1967, MS 1971 | 5      |
| 4.     | Josef Krysta    | 0                | MS 1981          | 0                                 | 1      |
| 5.     | Jaroslav Zeman  | 0                | MS 1991          | 0                                 | 1      |
| 6.     | Marek Švec      | 0                | MS 1998, MS 2006 | MS 2007                           | 3      |
| 7.     | Jiří Kormaník   | 0                | 0                | MS 1965                           | 1      |
| 8.     | Miroslav Janota | 0                | 0                | MS 1973                           | 1      |
| 9.     | Jindřich Durčák | 0                | 0                | MS 1986                           | 1      |
| 10.    | Dušan Masár     | 0                | 0                | MS 1990                           | 1      |
| 11.    | Petr Švehla     | 0                | 0                | MS 2005                           | 1      |
| Celkem | Celkem          | 2                | 6                | 11                                | 19     |

## Československá a česká stopa v zápasu na ME (řecko-římský styl)
| Pořadí | Olympionik         | Zlato   | Stříbro          | Bronz             | Celkem |
| ------ | ------------------ | ------- | ---------------- | ----------------- | ------ |
| 1.     | Alexander Szabó    | ME 1927 | 0                | ME 1926           | 2      |
| 2.     | Petr Kment         | ME 1968 | 0                | ME 1966, ME 1967  | 3      |
| 3.     | Vítězslav Mácha    | ME 1977 | ME 1973, ME 1974 | ME 1972, ME 1975  | 5      |
| 4.     | Petr Švehla        | ME 2001 | 0                | ME 2004           | 2      |
| 5.     | Josef Urban        | 0       | ME 1926          | ME 1927, ME 1929  | 3      |
| 6.     | Antonín Nič        | 0       | ME 1935          | ME 1929, ME 1937  | 3      |
| 7.     | Karel Zvonař       | 0       | ME 1937          | 0                 | 1      |
| 8.     | Jiří Švec          | 0       | ME 1968          | ME 1967           | 2      |
| 9.     | Josef Krysta       | 0       | ME 1982          | ME 1976 , ME 1979 | 3      |
| 10.    | Jaroslav Zeman     | 0       | ME 1988          | ME 1989, ME 1990  | 3      |
| 11.    | Pavel Frinta       | 0       | ME 1991          | 0                 | 1      |
| 12.    | David Vála         | 0       | ME 2007          | 0                 | 1      |
| 13.    | František Hála     | 0       | 0                | ME 1927           | 1      |
| 14.    | Eugen Fleischmann  | 0       | 0                | ME 1929           | 1      |
| 15.    | Jindřich Maudr     | 0       | 0                | ME 1931           | 1      |
| 16.    | František Mráček   | 0       | 0                | ME 1934           | 1      |
| 17.    | Josef Klapuch      | 0       | 0                | ME 1937           | 1      |
| 18.    | František Kotrbatý | 0       | 0                | ME 1947           | 1      |
| 19.    | Jiří Kormaník      | 0       | 0                | ME 1968           | 1      |
| 20.    | Ivan Kašpar        | 0       | 0                | ME 1970           | 1      |
| 21.    | Miroslav Janota    | 0       | 0                | ME 1972           | 1      |
| 22.    | Dušan Masár        | 0       | 0                | ME 1985           | 1      |
| 23.    | Marek Švec         | 0       | 0                | ME 2004, ME 2009  | 2      |
| Celkem | Celkem             | 4       | 10               | 27                | 41     |